# Hypertonie spasmodique
 (avril 2016).
Si vous disposez d'ouvrages ou d'articles de référence ou si vous connaissez des sites web de qualité traitant du thème abordé ici, merci de compléter l'article en donnant les références utiles à sa vérifiabilité et en les liant à la section « Notes et références ».

L'hypertonie spasmodique, ou encore la spasticité hypertonique, est une forme de paralysie tonique où l'augmentation exagérée et permanente de la tension d’un muscle censément au repos provoque des troubles moteur. En général partielle (survenue anatomique locorégionale), cette paralysie se manifeste le plus souvent par une résistance au mouvement, une diminution des amplitudes de mouvement et du contrôle volontaire, et peut dans certains cas aller jusqu'au blocage complet.
Il existe deux principales classes de cause :
- les traumatismes[1]
- les syndromes génétiques[2]

Le mécanisme qui sous-tend l'hypertonicité involontaire repose notamment sur l'hyperexcitation des motoneurones afférents au membre touché.
Afin d'améliorer l'évaluation de la spasticité, il existe des échelles de mesure telle que l'échelle d'Ashworth.